# Sloanea tomentosa
Sloanea tomentosa är en tvåhjärtbladig växtart som först beskrevs av George Bentham, och fick sitt nu gällande namn av Rehder & E.H. Wilson. Sloanea tomentosa ingår i släktet Sloanea och familjen Elaeocarpaceae. Inga underarter finns listade i Catalogue of Life.